# Три вальса, соч. 64 (Шопен)
Три вальса, соч. 64 — вторая тетрадь вальсов Фредерика Шопена, изданная в 1846—1847 годах.

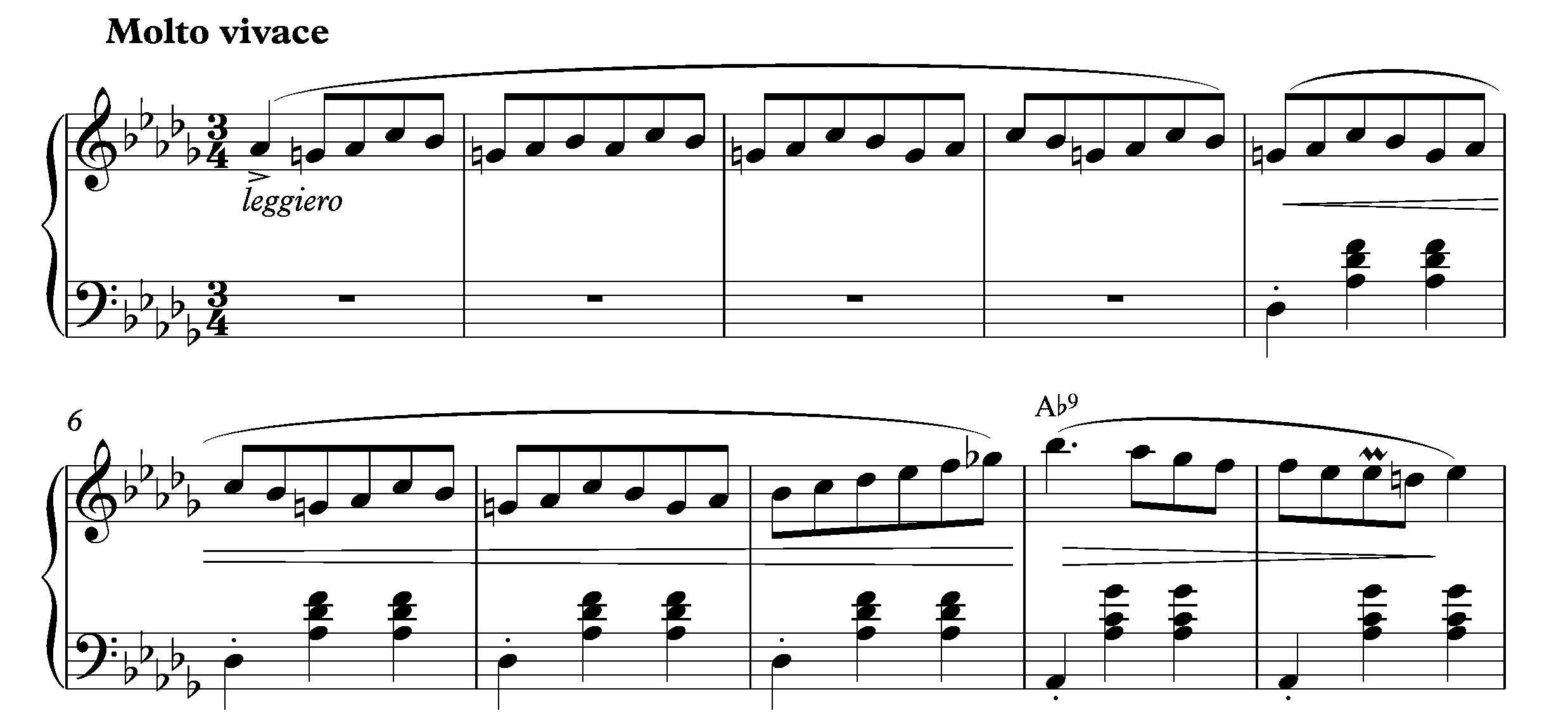
Начало первого вальса.

## Структура

### Вальс № 1
Первый вальс («Вальс-минутка») написан в тональности ре-бемоль мажор. По структуре он схож с остальными, исключительной особенностью являются частые гаммы. Вальс посвящён графине Дельфине Потоцкой.

### Вальс № 2
Второй вальс (также известен как «Седьмой вальс», являясь седьмым по счёту в творчестве Шопена) написан в до-диез миноре и посвящён Шарлотте де Ротшильд. Это один из самых поэтических и меланхолических вальсов Шопена. Состоит из трёх главных тем, чередующихся между собой. Первая тема спокойная и неспешная. Вторая тема более скорая и выразительная, здесь присутствуют весьма необычные пассажи. Третья тема более медленная, чем первая и является противопоставлением всему вальсу.

### Вальс № 3
Третий вальс написан в тональности ля-бемоль мажор (средний раздел звучит в до мажоре). Вальс посвящён графине Катарине Потоцкой.

## В театре
Вальс № 2, оркестрованный Александром Глазуновым, был использован балетмейстером Михаилом Фокиным для центрального дуэта в балете «Шопениана». Премьера состоялась 10 февраля 1907 года на благотворительном вечере в Мариинском театре, первые исполнители — Анна Павлова и Михаил Обухов.